# Condado de El Paso (Colorado)
O Condado de El Paso (em inglês:  El Paso County) é um dos 64 condados do estado americano do Colorado. A sede e maior cidade do condado é Colorado Springs. Foi fundado em 1 de novembro de 1861 e recebeu o seu nome a partir do passo de montanha chamado Ute Pass.
O condado tem uma área de 5 515,51 km², dos quais 5 508 km² estão cobertos por terra e 7 km² por água, uma população de 622 263 habitantes, e uma densidade populacional de 113 hab/km² (segundo o censo nacional de 2010). É o condado mais populoso do Colorado.